# Walk It Out (canção de Unk)
"Walk It Out" é o single de estreia do rapper Unk, do seu álbum de estreia Beat'n Down Yo Block! A canção foi tocada nas rádios de Atlanta, começando em março de 2006, mas não ganhou popularidade em todo o país até setembro daquele ano. A canção alcançou a posição #10 na Billboard Hot 100, dando-lhe o primeiro single a figurar entre os dez primeiros de sua carreira.
A canção foi escrita por Montay Humphrey, Anthony Platt e Howard Simmons. O remix oficial foi ampliado para incluir quatro versos, com Outkast, o mesmo Unk e Jim Jones,
A canção foi interpretada na 1ª Annual BET Hip Hop Awards em 2006.
Ele foi destaque nos filmes de 2007 Stomp the Yard e Norbit. A música foi usada no programa da MTV do America's Best Dance Crew depois que uma equipe foi eliminada durante a sua caminhada final para fora do palco.
A canção é amostrada no álbum de Girl Talk de 2008 Feed the Animals na faixa um, "Play Your Part (Pt. 1)."

## Gráficos
| Estados Unidos (Billboard Hot 100)           | 10 |
| Estados Unidos (Billboard R&B/Hip-Hop Songs) | 2  |
| Estados Unidos (Billboard Pop 100)           | 19 |
| Estados Unidos (Billboard Hot Rap Songs)     | 2  |